# Jama Masjid (Junagadh)

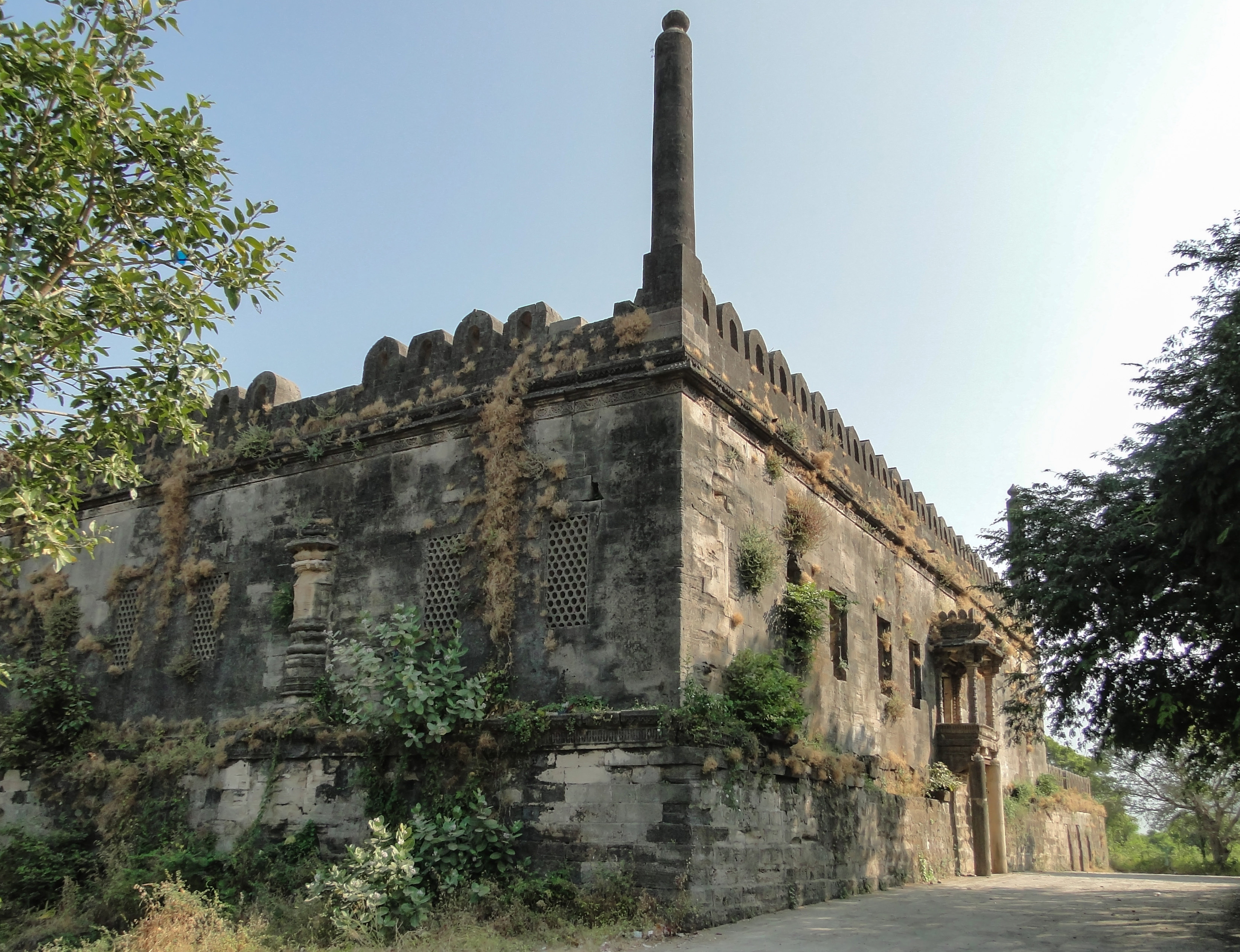
Ehemalige Freitagsmoschee von Junagadh im Uparkot-Fort

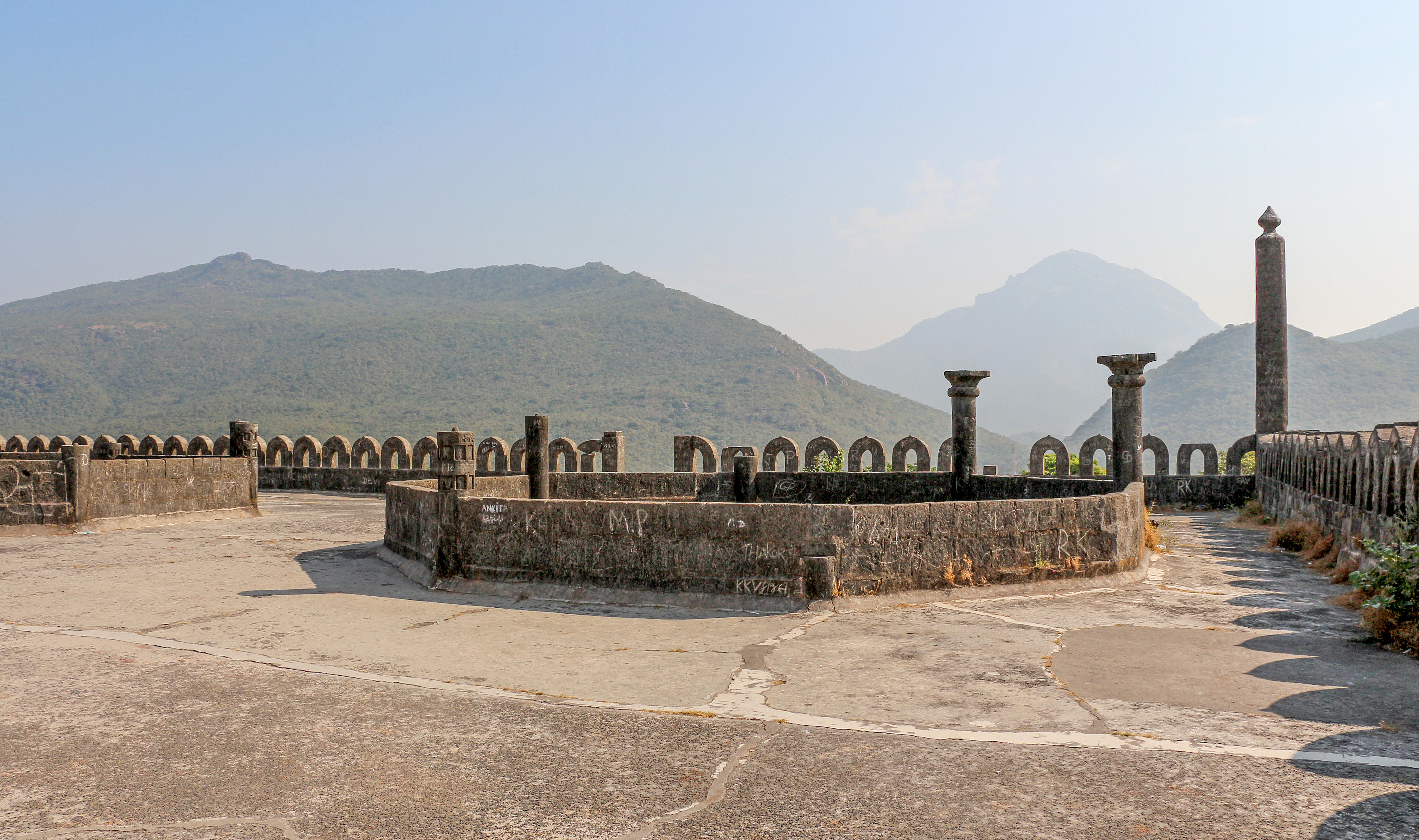
Blick vom Dach der Moschee

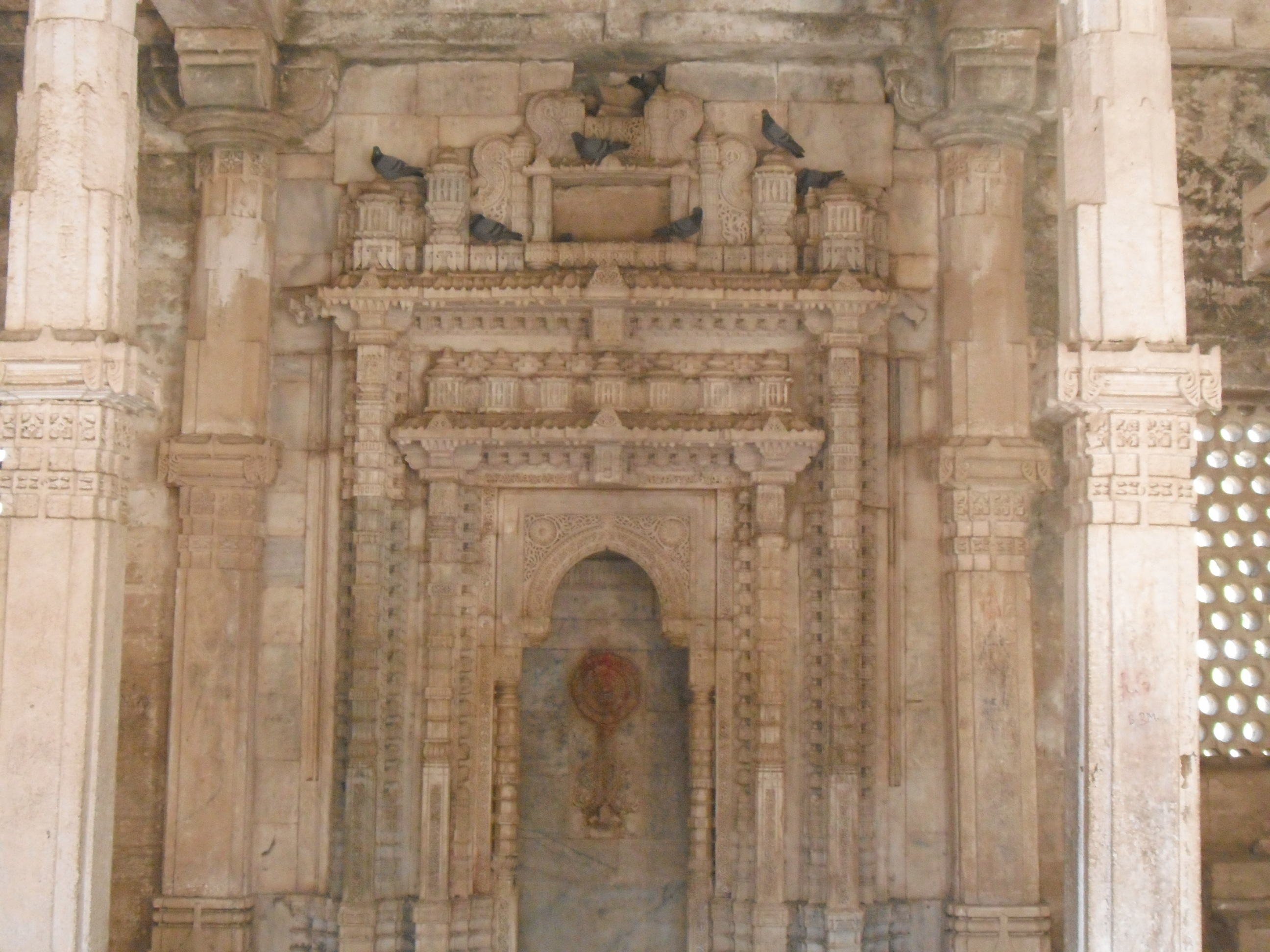
Mihrab-Nische

Die ehemalige Jama Masjid („Freitagsmoschee“) in der Stadt Junagadh im Süden der Halbinsel Kathiawar/Saurashtra im indischen Bundesstaat Gujarat ist einer der eigenwilligsten Bauten ihrer Art.

## Lage
Die ehemalige Freitagsmoschee von Junagadh liegt im Bereich des Uparkot-Forts zu Füßen des Mount Girnar. Die meisten anderen Sehenswürdigkeiten der Stadt liegen in der Nähe und sind zu Fuß oder per Motor-Riksha zu erreichen.

## Geschichte
Die Moschee wurde an der Stelle eines zerstörten Hindutempels oder Palastes nach der Einnahme der Stadt durch die muslimischen Truppen des Sultans von Gujarat Mahmud Begada (reg. 1458–1511) im Jahr 1472 erbaut. Ihr Bau blieb jedoch in Teilen unvollendet.

## Architektur
Die zum Teil aus wiederverwendeten Baumaterialien (Spolien) erbaute und – trotz vieler Jali-Fenster – insgesamt eher blockhaft wirkenden Moschee ist von einer bis zu 10 m hohen zinnenbewehrten Mauer bzw. Außenwand umgeben; die Moschee selbst besteht aus einem kleinen Hof (sahn) und einer überdachten Gebetshalle mit einer nach Mekka orientierten Qibla-Wand, in die mehrere Mihrab-Nischen eingelassen sind. Vor dem Hauptmihrab mit einer im Äußeren in der Art eines Hindu-Toranas reich dekorierten Rahmung befindet sich ein zweigeschossiges, nach oben halboffenes Oktogon mit einem provisorischen Dach.
Bemerkenswert ist das Fehlen eines Minaretts; in einer der Ecken der Moschee erhebt sich lediglich ein etwa 2 m hohes monolithisch wirkendes und treppenloses Türmchen.

## Kanonen
Zwei im Jahr 1531 in Kairo gegossene Bronzekanonen, denen man die Namen Neelam und Kadanal gegeben hat, wurden nach der Belagerung des von den Portugiesen gehaltenen Forts von Diu durch die Osmanen im Jahr 1538 neben der Moschee aufgestellt.